# Jane Wymark
Jane Wymark (Londra, 31 ottobre 1952) è un'attrice britannica.

## Biografia
Figlia dell'attore Patrick Wymark (1926-1970) e dell'autrice teatrale, scrittrice e drammaturga statunitense Olwen Margaret Buck Wymark.
Ha studiato alla Birmingham University.
È conosciuta soprattutto per l'aver ricoperto dal 1997 al 2011 il ruolo di Joyce, moglie dell'ispettore capo Tom Barnaby (interpretato dall'attore John Nettles), protagonista della serie televisiva della ITV Midsomer Murders (L'ispettore Barnaby).
Ha interpretato anche il ruolo di Morwenna Chynoweth Whitworth (poi Morwenna Carne, alla fine della serie) nella produzione della BBC TV del 1975 The Poldark Novels (o Poldark 2).
Nel 1978 apparve come "Sasha" nella produzione della Prospect Theatre Company di Anton Chekhov "Ivanov" all'Old Vic Theatre di Londra, regia di Toby Robertson.
Nel 1979 ha interpretato Ofelia in "Amleto" di William Shakespeare, in una produzione della Old Vic Company all'Old Vic Theatre di Londra, con Derek Jacobi, Julian Glover, Brenda Bruce, Robert Eddison, Terence Wilton e Barrie Rutter.
Nel 1993 ha recitato nello Spot televisivo per Birds Eye Country Club vegetable meals.
Per la televisione britannica ha interpretato altri lavori fra cui The Bass Player and the Blonde, A Touch of Frost, Dangerfield, Lovejoy e Pie in the Sky. 
Per il teatro ha interpretato il ruolo di Jill Mason nella produzione Birmingham Rep. production di Equus, dramma di Peter Shaffer.
Nelle varie stagioni del serial televisivo dell'ispettore Barnaby, Wymark è stata doppiata da tre professioniste diverse: Antonella Giannini, Licia Lombardi e Patrizia Gianfrand.

## Filmografia

### Cinema
- The Fool, regia di Christine Edzard (1990)
- All Men Are Mortal, regia di Ate de Jong (1995)

### Televisione
- Rooms – serie TV, episodi 1x28-1x29-1x56 (1975)
- Shadows – serie TV, episodio 1x01 (1975)
- Beasts – serie TV, episodio 1x04 (1976)

- Fathers and Families – miniserie TV (1977)
- Rob Roy – serie TV, 6 episodi (1977)
- ITV Playhouse – serie TV, episodio 9x08 (1977)
- Poldark – serie TV, 11 episodi (1977)
- The Bass Player and the Blonde – serie TV, episodi 1x01-1x02-1x03 (1978)
- BBC2 Playhouse – serie TV, episodi 6x14-8x19 (1980-1982)
- Chalkface – serie TV, 7 episodi (1991)
- Children of the North – serie TV, episodio 1x04 (1991)
- A Fatal Inversion – miniserie TV (1992)
- Screen One – serie TV, episodio 4x05 (1992)
- Between the Lines – serie TV, episodio 1x07 (1992)
- Drop the Dead Donkey – serie TV, episodio 3x11 (1993)
- Maigret – serie TV, episodio 2x05 (1993)
- Screenplay – serie TV, episodio 8x04 (1993)
- Lovejoy – serie TV, episodio 5x11 (1993)
- Calling the Shots – miniserie TV (1994)
- Screen Two – serie TV, episodio 10x14 (1994)
- No Bananas – miniserie TV (1996)
- Pie in the Sky – serie TV, episodi 4x01-4x02 (1996)
- Giving Tongue, regia di Stefan Schwartz – film TV (1996)
- Jack Frost (A Touch of Frost) – serie TV, episodio 5x03 (1997)
- The Peter Principle – serie TV, episodio 1x04 (1997)
- Underworld – miniserie TV (1997)
- Dangerfield – serie TV, episodio 5x03 (1998)
- Sinchronicity – serie TV, episodio 1x04 (2006)
- Doctors – serial TV, episodio 12x23 (2010)
- L'ispettore Barnaby (Midsomer Murders) – serie TV, 81 episodi (1997-2011)
- Jo – serie TV, episodio 1x08 (2013)